# Graschdanski
Graschdanski (russisch Гражданский) ist ein Dorf (chutor) in Südrussland. Es gehört zur Republik Adygeja und hat 402 Einwohner (Stand 2019). Im Ort gibt es 3 Straßen. Graschdanski liegt 24 km nördlich von Tulski (dem Verwaltungszentrum des Bezirks) auf der Straße. Kalinin ist die nächstgelegene ländliche Ortschaft.